# Lockheed Martin X-62
NF-16D
Pour les articles homonymes, voir Vista.
Le General Dynamics NF-16D/X-62 VISTA (pour « Variable stability In-flight Simulator Test Aircraft », signifiant « Avion de simulation et de tests en vol à stabilité variable »), également désigné F-16 MATV (pour « Multi-Axis Thrust-Vectoring », signifiant « poussée vectorielle multi-axiale »), était un avion expérimental américain, dérivé du F-16 Fighting Falcon et conçu pour l'US Air Force par une coentreprise entre General Dynamics — désormais Lockheed Martin — et Calspan — un sous-traitant de General Dynamics — au début des années 1990.
Il fut l'un des trois programmes menés à l'époque pour l'étude de systèmes améliorant la manœuvrabilité des avions de combat dans des situations difficiles ou risquées : Le programme High Alpha Research Vehicle — HARV, un F-18 de préproduction modifié — était un banc d'essais volant permettant de produire des données sur le vol aux fortes incidences et de valider des simulations informatiques et des tests en soufflerie, tandis que le X-31 était une étude de la vectorisation de la poussée pour améliorer la manœuvrabilité en combat rapproché. De son côté, le programme MATV/VISTA eut pour objectif de démontrer l'application d'un système de poussée vectorielle sur un appareil opérationnel, ainsi que d'offrir à l'US Air Force un avion unique, capable de simuler en vol le comportement d'autres avions, grâce à un système de commandes de vol entièrement programmable,,,.
Considéré comme réussi, il améliorait de manière significative la manœuvrabilité de l'avion dans les situations de décrochage, mais il peina toutefois à trouver des financements et fut abandonné, le système de vectorisation de la poussée ne trouvant alors pas de débouché sur une version de production d'avion de combat. Prenant fin en 1997, il permit néanmoins de concevoir un « HUD virtuel » et un système de commandes vocales directes, qui furent tous-deux réutilisés dans la conception du cockpit ultramoderne du futur chasseur-bombardier furtif F-35 Lightning II,. De nos jours, l'avion est toujours utilisé par l'US Air Force pour la formation des pilotes d'essai et la mise en application de projets universitaires poussés,.
En 2021 il a pris la désignation officielle de Lockheed Martin X-62.

## Conception et développement

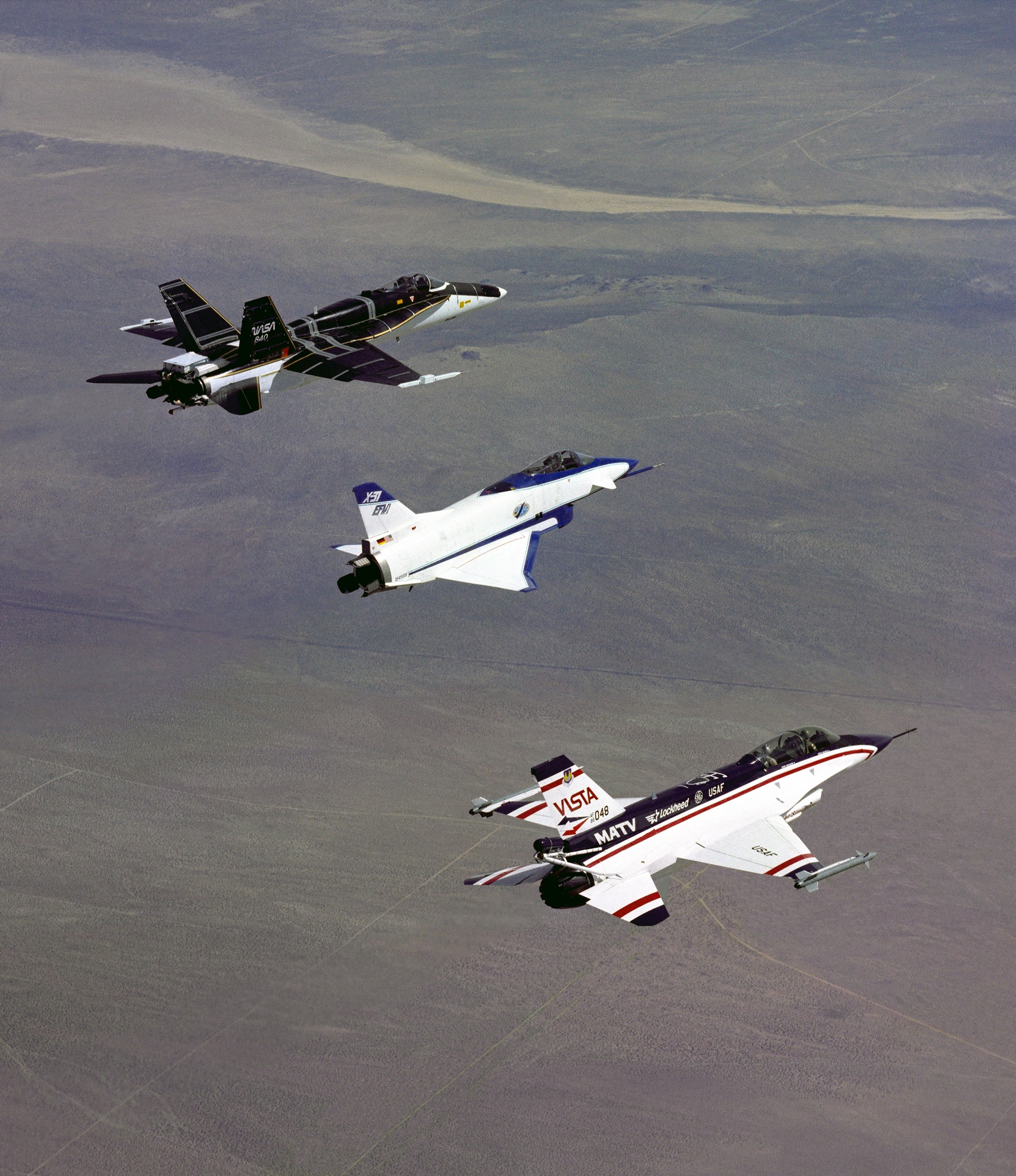
Présentation des trois prototypes de recherches sur la super-manœuvrabilité utilisés à Edwards AFB, photographiés lors d'un vol en formation au-dessus du désert californien le 15 mars 1994. De haut en bas sur la photo : Le F-18 HARV, le et le F-16 VISTA.

Le programme MATV débuta initialement comme une coentreprise privée entre General Electric et General Dynamics pour la mise au point d'une version à poussée vectorielle du F-16 Fighting Falcon,,. L'US Air Force (USAF) refusa initialement de soutenir le programme, et les deux compagnies aéronautiques se mirent d'accord pour collaborer avec la Force aérienne israélienne (IAF), qui se montra très intéressée envers le programme pour son application future sur ses propres F-16,. Suivant les termes de l'accord passé entre les participants au programme, l'IAF devait fournir un F-16D — version biplace du F-16 — pour les tests, les deux constructeurs aéronautiques devant se charger de sa conversion en un prototype d'essais,. Toutefois, en 1991, le Wright Laboratory de l'USAF devint intéressé par le projet, et l'Armée de l'Air américaine prit finalement une part active dans sa réalisation. Israël se retira en 1992. Le projet était alors connu sous le nom de « Multi-Axis Thrust-Vectoring », ou MATV, signifiant « poussée vectorielle multi-axiale »,. Le Tactical Air Command (TAC) de l'US Air Force loua un F-16D Block 30 à la compagnie Lockheed de Fort Worth (LWFC, Lockheed Fort Worth Company), portant le serial no 86-0048, afin de le transformer en un appareil de recherches sur la poussée vectorielle. Il prit alors le nom de VISTA, pour Variable stability In-flight Simulator Test Aircraft, signifiant « Avion de simulation et de tests en vol à stabilité variable »,. L'avion n'effectua que cinq vols en 1992, avant d'être placé en stockage en raison d'un manque de financements.

### Le programme VISTA

#### Historique
En 1988, la division de Fort Worth de General Dynamics se vit attribuer un contrat pour développer le VISTA. Elle installa un manche à balai central — alors que le F-16 ne possède normalement qu'un mini-manche latéral — et intégra les ordinateurs nécessaires pour la réalisation des vols à stabilité variable. Le Wright Laboratory de l'USAF acheta l'avion en 1988 et le programme fut réalisé jusqu'en 1992. À cette période, il n'y avait encore aucune connexion entre les programmes de poussée vectorielle et VISTA.
Les objectifs du programme en lui-même incluaient la démonstration de l'utilité tactique de la poussée vectorielle en combat aérien rapproché et de l'avantage de disposer d'un système de contrôle intégré de celle-ci en vol. Avec ces équipements, l'avion parvint à atteindre des angles d'incidence stables de 86° et des angles transitoires allant jusqu'à 180°, ce qui signifiait qu'il pouvait littéralement voler à reculons pendant de courtes périodes,. La poussée vectorielle procurait un avantage significatif en termes de manœuvrabilité, de même qu'elle permettait à un système d'armes d'être plus rapidement en mesure de prendre en charge une menace. De plus, elle permettait d'éviter les violents départs en décrochage ou en vrille pendant les manœuvres violentes caractéristiques d'un combat aérien. Il est à noter, toutefois, que de telles manœuvres à angles d'incidence extrêmes ne seraient utilisées qu'en dernier recours lors d'un combat réel, principalement parce-qu'elles « cassent » l'énergie du vol et peuvent placer l'avion dans une situation de vulnérabilité préoccupante si elles ne sont pas réalisées à la perfection et « au bon moment ».

#### Caractéristiques du système

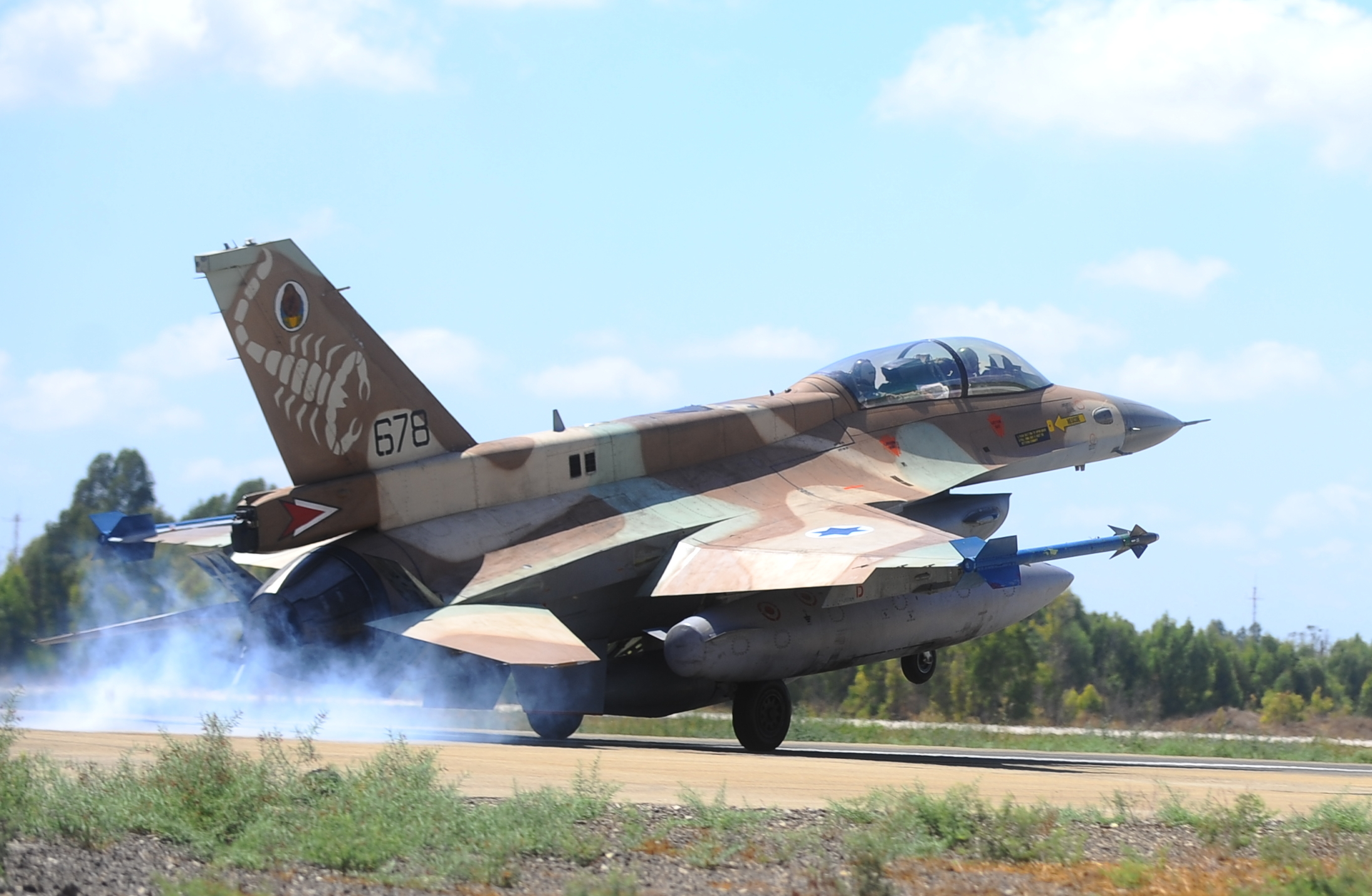
Le F-16 VISTA possède de nombreuses ressemblances extérieures avec la version israélienne du F-16, ici représentée pour l'exemple.

Le F-16D du programme VISTA fut redésigné NF-16D, le préfixe « N » signifiant que l'avion avait un statut spécial pour les essais et que les modifications qu'il avait subies seraient permanentes, car trop importantes pour pouvoir revenir à la configuration de l'appareil d'origine. Il était doté de deux manches à balai à ressenti variable (feedback). Le manche latéral, celui d'origine, était installé sur la console latérale droite, alors que le manche central était installé sur un petit piédestal entre les genoux du pilote. Sa présence impliquait la suppression de l'écran radar principal de l'avion, mais le NF-16D étant devenu un avion de recherches, cette perte ne fut pas considérée comme dramatique. Les deux manches pouvaient être des manettes réagissant au mouvement ou à la contrainte, réagissant alors selon la force appliquée par la main du pilote pour doser la quantité de contrôle à appliquer aux gouvernes de l'avion.
Trois ordinateurs 32 bits Rolm Hawk, installés dans le carénage dorsal de l'avion, permettaient de produire les fonctions de stabilité variable de l'avion, ce qui faisait du VISTA un simulateur de vol « volant », qui pouvait mimer le comportement, la stabilité et les caractéristiques de vol de 200 autres avions au cours de véritables vols,,,, alors que les simulateurs de vol sont habituellement des installations informatiques assez lourdes installées à terre. Ces ordinateurs surveillaient les actions du pilote sur les manettes et produisaient ensuite les mouvements de gouvernes appropriés pour correspondre aux consignes envoyées par le pilote. Les contrôles permettant d'accéder à l'ordinateur de commande et de changer les caractéristiques de vol, ainsi que d'engager les commandes sur le siège avant, étaient installées au niveau du siège arrière de l'avion. Le système VSS (pour Variable Stability System, système de stabilité variable) commandait le mouvement symétrique et asymétrique des plans horizontaux (profondeur et roulis) de la queue de l'avion, les mouvements symétriques et asymétriques des ailerons, les mouvements de la dérive (lacet) et de la manette des gaz. Les seuls éléments non-contrôlés par le VSS étaient les becs de bord d'attaque et les aérofreins. Le VISTA avait également subi des modifications de son train d'atterrissage, plus lourd et plus résistant, ainsi qu'une pompe et des conduites hydrauliques aux capacités plus importantes afin de compenser les mouvements plus importants des gouvernes liés à la simulation des caractéristiques de vol d'autres avions.
Enfin, le VISTA était doté du système AVEN, pour « Axisymmetric Vectoring Exhaust Nozzle » (signifiant « tuyère d'échappement vectorielle axisymétrique »), qui était attaché à l'échappement du turboréacteur General Electric F110-GE-100 de l'avion. Considéré comme le cœur du VISTA, l'AVEN produisait la vectorisation de la poussée nécessaire en agissant sur la partie divergente de la tuyère — celle où le flux des gaz est supersonique —, qui prévient le retour des fluctuations de pression vers l'intérieur du moteur, ce qui pourrait créer des conditions propices au pompage des étages de compresseur du moteur. Les pétales du divergent étaient actionnées par un anneau mobile, lui-même contrôlé par trois puissants vérins hydrauliques installés à 120° les uns par rapport aux autres. L'alimentation en puissance de ces actionneurs était fournie par un système indépendant,. La tuyère du moteur pouvait être orientée dans n'importe-quelle direction à un angle pouvant atteindre 17°. Les forces axiales et latérales créées étaient appliquées à la tuyère du moteur, puis au moteur lui-même. L'avantage du système AVEN était que, de par sa conception, il pouvait être installé sans grandes difficultés sur la tuyère de n'importe quel F-16 étant propulsé par un moteur F110 et disposant d'un système de contrôle de vol numérique,.
Le mouvement des trois actionneurs était contrôlé par un système désigné VEC, pour « Vector Electronic Control », qui n'était en fait qu'une version modifiée du système de contrôle numérique (FADEC) d'origine du moteur F110-GE-129. Afin de compenser la masse additionnelle du système AVEN, 318 kg de ballast furent installés sur les points d'emport intérieurs de l'avion, afin de ramener son centre de gravité bien en avant des ailes. Cette modification permettait d'éviter les décrochages ingérables en cas de défaillance complète du système de poussée vectorielle. Mesure de sécurité supplémentaire, l'avion était doté d'une nacelle contenant un parachute de sortie de vrille à son extrémité arrière, ce qui devait lui permettre de se sortir sans trop de difficultés d'une situation de décrochage violente si elle devait se produire.

### Le programme MATV
Les ordinateurs du système de stabilité variable et le manche à balai central furent retirés du VISTA pour le programme MATV, car la présence du manche central inquiétait les ingénieurs à propos de l'enveloppe d'utilisation du siège éjectable du pilote en cas de problème grave.
L'avion effectua son premier vol sous sa forme convertie le 2 juillet 1993, puis fut envoyé à la Base aérienne d'Edwards (Edwards AFB) le 15 juillet, après avoir effectué six vols de tests de fonctionnement à l'usine General Electric de Fort Worth. La phase expérimentale débuta à Edwards, et la poussé vectorielle fut testée pour la première fois en vol le 30 juillet. Les essais consistèrent en de nombreux vols, réalisés avec et sans l'activation des divers systèmes du VISTA, ainsi que des évaluations tactiques simulant des combats rapprochés avec des pilotes de F-16 du 422nd Tactical Evaluation Squadron, basé à Nellis AFB.
Le programme MATV compromettant les études des angles d'incidence élevés au-dessus d'une altitude de 6 100 m, les ordinateurs du système de stabilité variable furent réinstallés dans l'avion lorsque les essais du programme MATV furent achevés, en mars 1994. L'avion retourna à Fort Worth en janvier 1995, puis fut livré à l'US Air Force sur la base aérienne de Wright-Patterson (Wright-Patterson AFB), près de Dayton, dans l'Ohio. Il avait réalisé 95 vols, accumulant plus de 130 heures de vol.

### Le programme MDTV
Le NF-16B fut également équipé d'un moteur Pratt & Whitney F100-PW-229, lui-aussi équipé d'un système de tuyère vectorielle, le MDTV, pour Multi-Directional Thrust-Vectoring nozzle. Similaire au système AVEN développé sur le moteur F110 de General Electric, il était doté d'une tuyère pouvant s'orienter jusqu'à un angle de 20° dans toutes les directions, d'un système redondant augmentant sa fiabilité, et offrait la possibilité d'être installé relativement facilement sur n'importe-quel moteur F100.
Un programme d'essais d'une durée de six mois pour la configuration F-16 VISTA/moteur F100 à poussée vectorielle devait être mené en 1997, puis l'Air Force et Calspan auraient dû disposer d'un avion prêt pour une commercialisation en 1998. Toutefois, le programme de poussée vectorielle de Pratt & Whitney fut abandonné. L'avion fut alors reconverti pour utiliser un moteur F100-PW-229 standard et renvoyé à Calspan, en juin 1997,.

### Héritage
Bien que le programme initial soit terminé, le F-16 VISTA est encore en service de nos jours (2025). Il est désormais utilisé et entretenu par Calspan pour l'école des pilotes d'essai de l'US Air Force (United States Air Force Test Pilot School, USAF TPS), sur la base aérienne d'Edwards,. Il est régulièrement utilisé par les étudiants pour des vols de validation et autres projets académiques spéciaux,, dont certains tentent de pousser encore plus loin la manœuvrabilité le l'appareil grâce à l'ajout d'apex mobiles sur les côtés de l'avant du fuselage de l'avion, à la manière de ce qui avait été testé sur le F-18 HARV de la NASA. Calspan utilisait auparavant trois avions à stabilité variable : un Learjet 24, un Lockheed T-33 Silver Star modifié — le NT-33A — et un Convair C-131 Samaritan également modifié — le NC-131H —. Le F-16 VISTA a remplacé le NT-33A de l'US Air Force, qui était en service depuis 1957 et dont l'ordinateur n'avait qu'un dixième des capacités de ceux du VISTA.
Le système de poussée vectorielle MATV du VISTA n'a pas été repris sur les versions de production du F-16. Une version modifiée de ce système est toutefois actuellement utilisée dans le F-35B — la version STOVL du F-35 — et permet de stabiliser l'avion et de contrôler son attitude lors des phases de vol vertical.

## Caractéristiques techniques

### Description générale

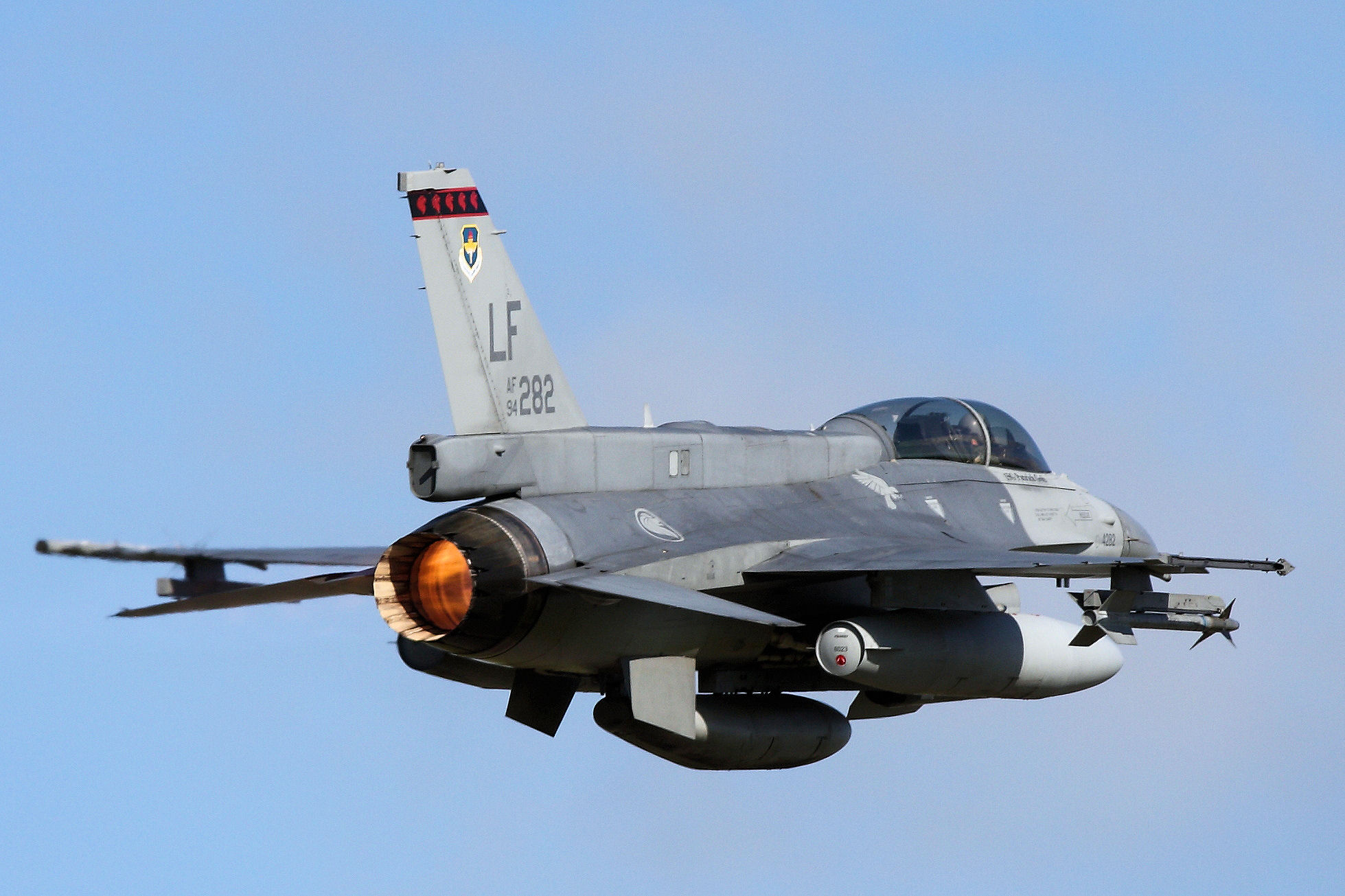
Un F-16D en vol, doté d'un carénage dorsal similaire à celui présent sur le F-16 VISTA.

Le F-16 VISTA est un F-16D « Block 30 » basé sur l'architecture de la version Israélienne de l'avion, qui incorpore un carénage dorsal imposant courant le long du fuselage derrière la verrière ainsi qu'un train d'atterrissage renforcé dérivé de celui du F-16C/D « Block 40 ». Le carénage embarque la majeure partie des équipements de stabilité variable et de l'instrumentation de tests. Le train d'atterrissage renforcé permet à l'appareil de simuler les atterrissage d'avions ayant une vitesse verticale à l'approche plus importante que celle d'un F-16 standard.

### Spécifications techniques (NF-16D VISTA)
Données de USAF fact sheet, AerospaceWeb.
Caractéristiques générales
- Équipage : 2 membres : 1 pilote + 1 pilote de sécurité[7]
- Longueur : 14,8 m
- Envergure : 9,8 m
- Hauteur : 4,8 m
- Surface alaire : 28 m2
- Profil : NACA 64A204
- Masse à vide : 8 273 kg (18 238 lb)
- Masse typique : 12 003 kg (26 463 lb)
- Masse maximale au décollage : 19 187 kg (42 300 lb)
- Moteur : 1 Turbofan avec postcombustion General Electric F110-GE-100
  - Poussée à sec : 73,84 kN
  - Poussée avec postcombustion : 124,55 kN

 Performances 
- Vitesse maximale : 2 400 km/h (1 296 kts) 

  - Au niveau de la mer : Mach 1,2 (1 460 km/h, 788,3 kts)
  - En altitude : Mach 2+
- Rayon d'action en combat : 1 900 km (1 026 NM)
- Distance franchissable en convoyage : 5 200 km (2 800 NM) avec trois réservoirs largables de 1 401 litres
- Plafond : +15 000 m (+50 000 ft)
- Vitesse ascensionnelle : 15 000 m/min (250 m/s)
- Charge alaire : 431 kg/m2
- Rapport poids-poussée : 1,095

Armement

- Canons : Suppression du canon Gatling à six tubes M61 Vulcan de 20 mm
- Missiles : Missiles air-air AIM-9 Sidewinder parfois installés en bout d'aile, mais jamais utilisés